# Schloss Thurnau

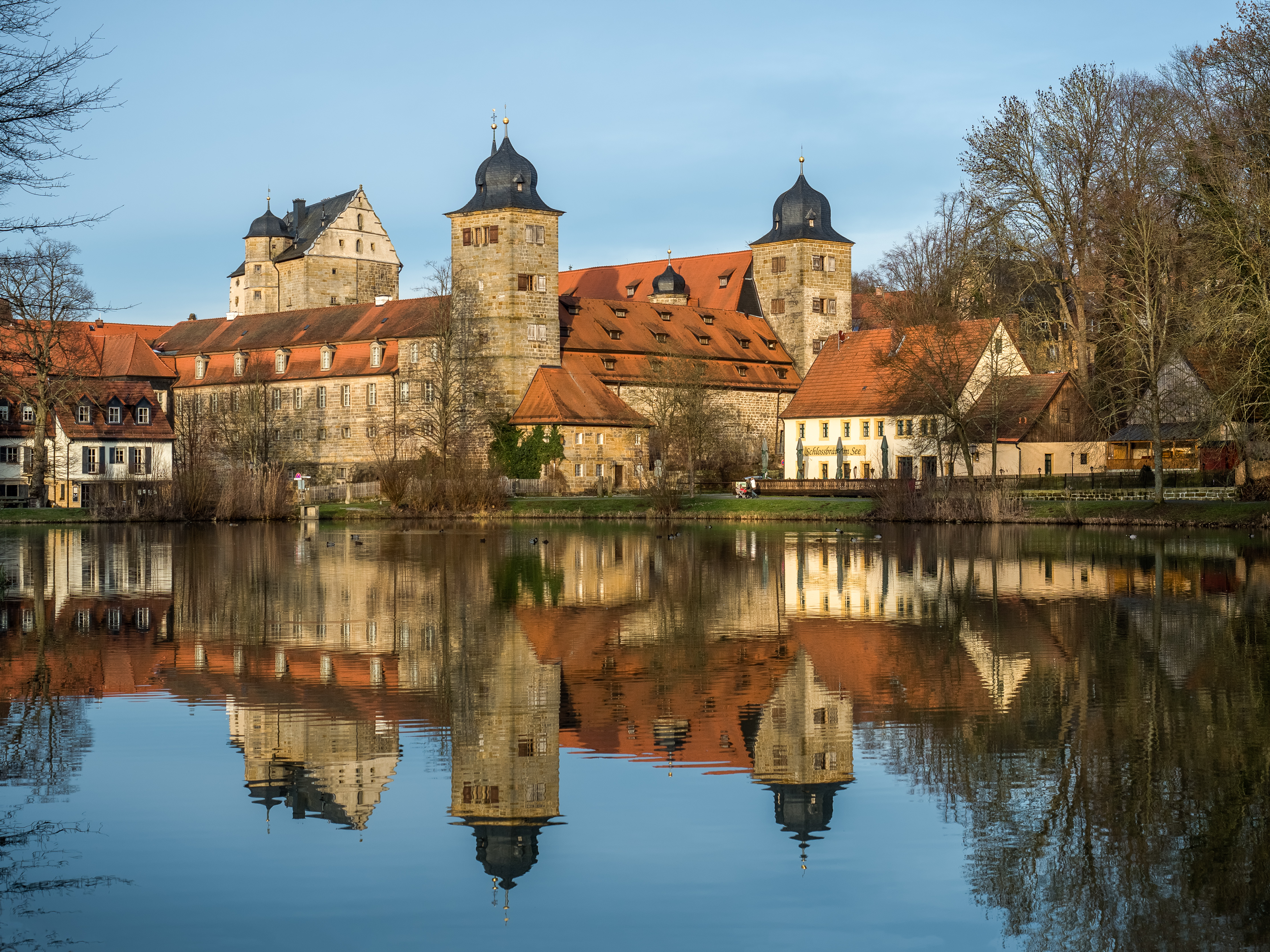
Ansicht von Schloss Thurnau, Seeseite

Schloss Thurnau ist eine Burg- und Schlossanlage in Thurnau (Landkreis Kulmbach) in Oberfranken. Es ist eine der größten und bedeutendsten Schlossanlagen in Franken mit Bauabschnitten vom 13. bis zum 19. Jahrhundert.

## Baugeschichte

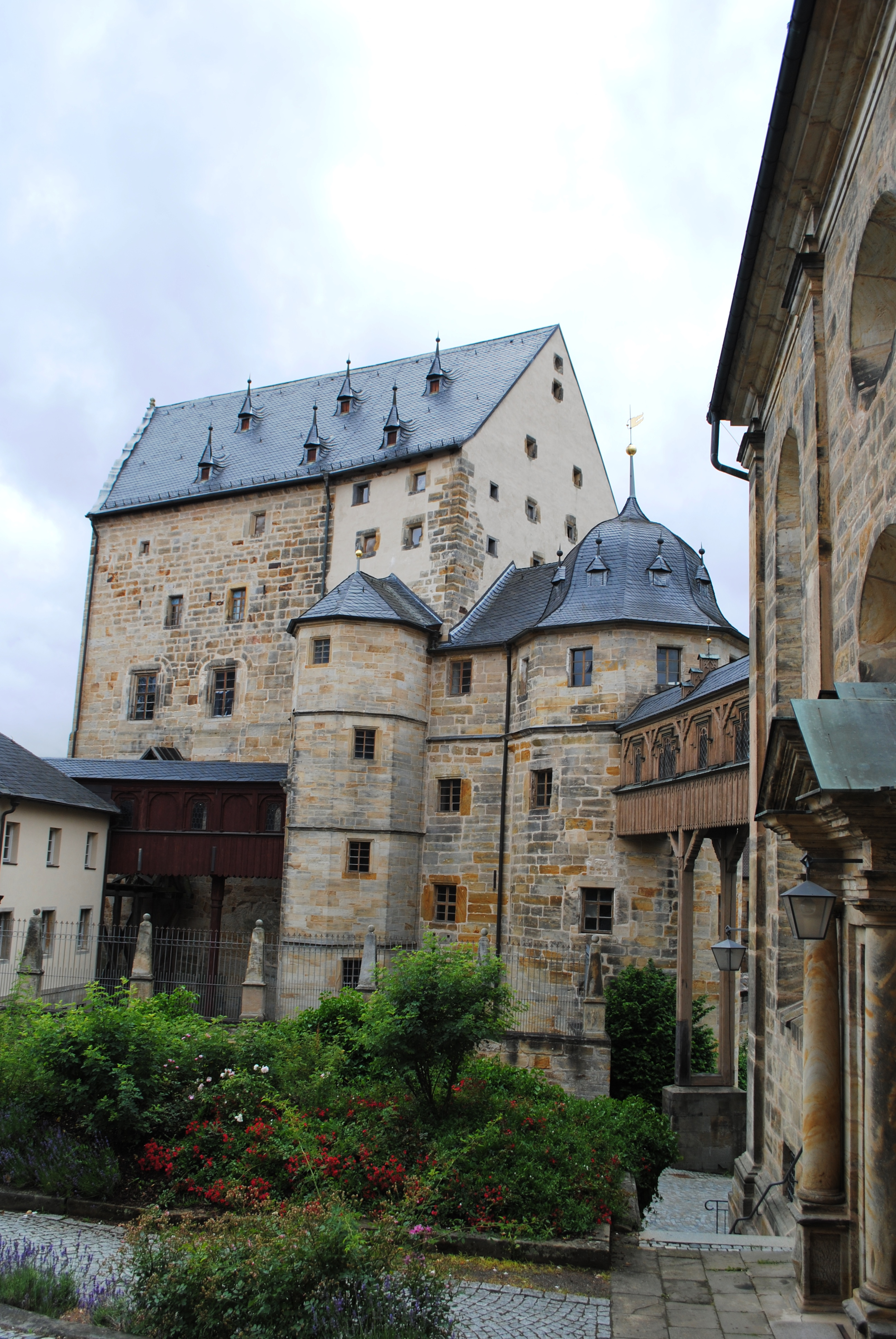
Kemenate und gedeckter Gang zur Kirche

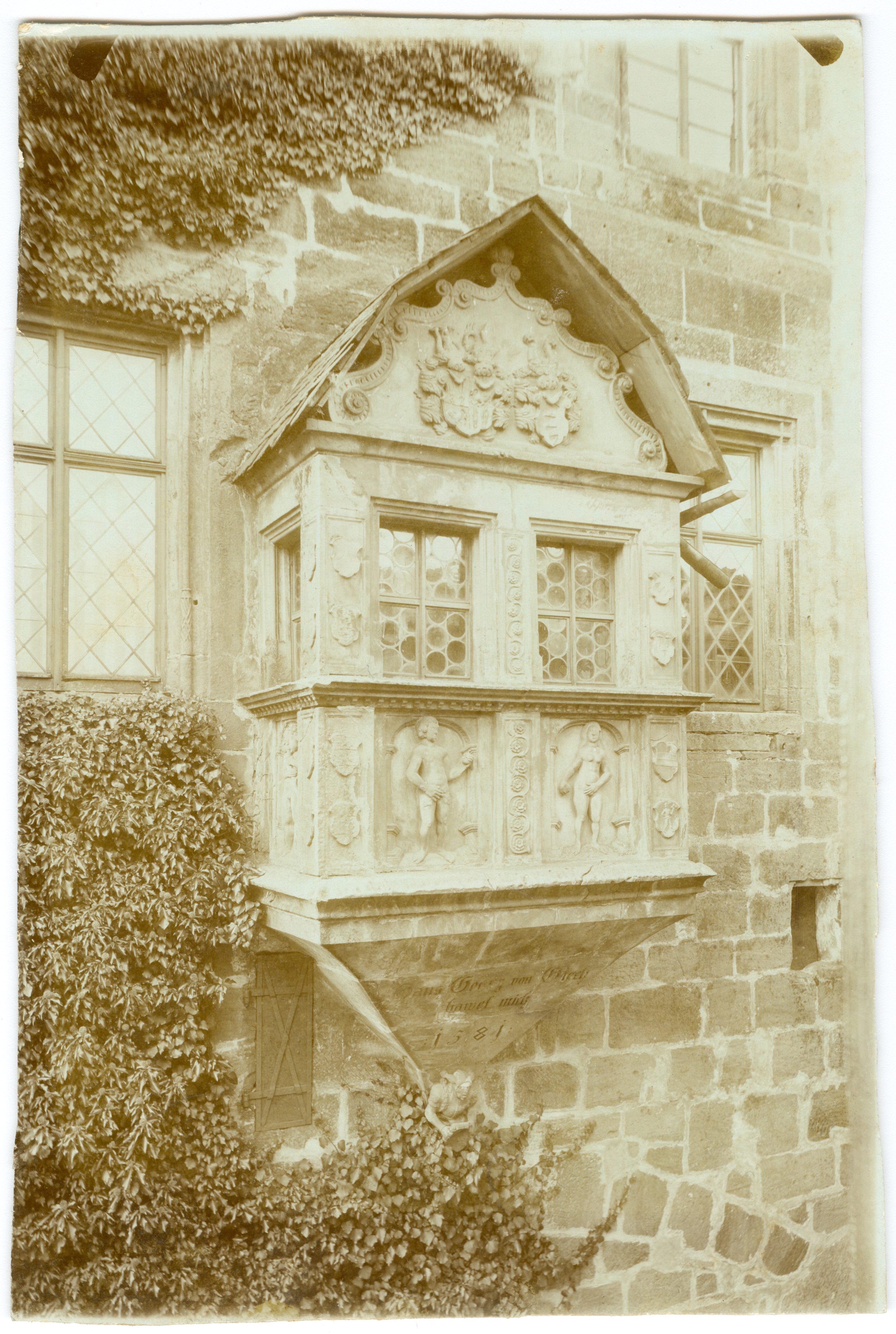
Schloss Thurnau, Gebetserker an der Kemenate, 1904

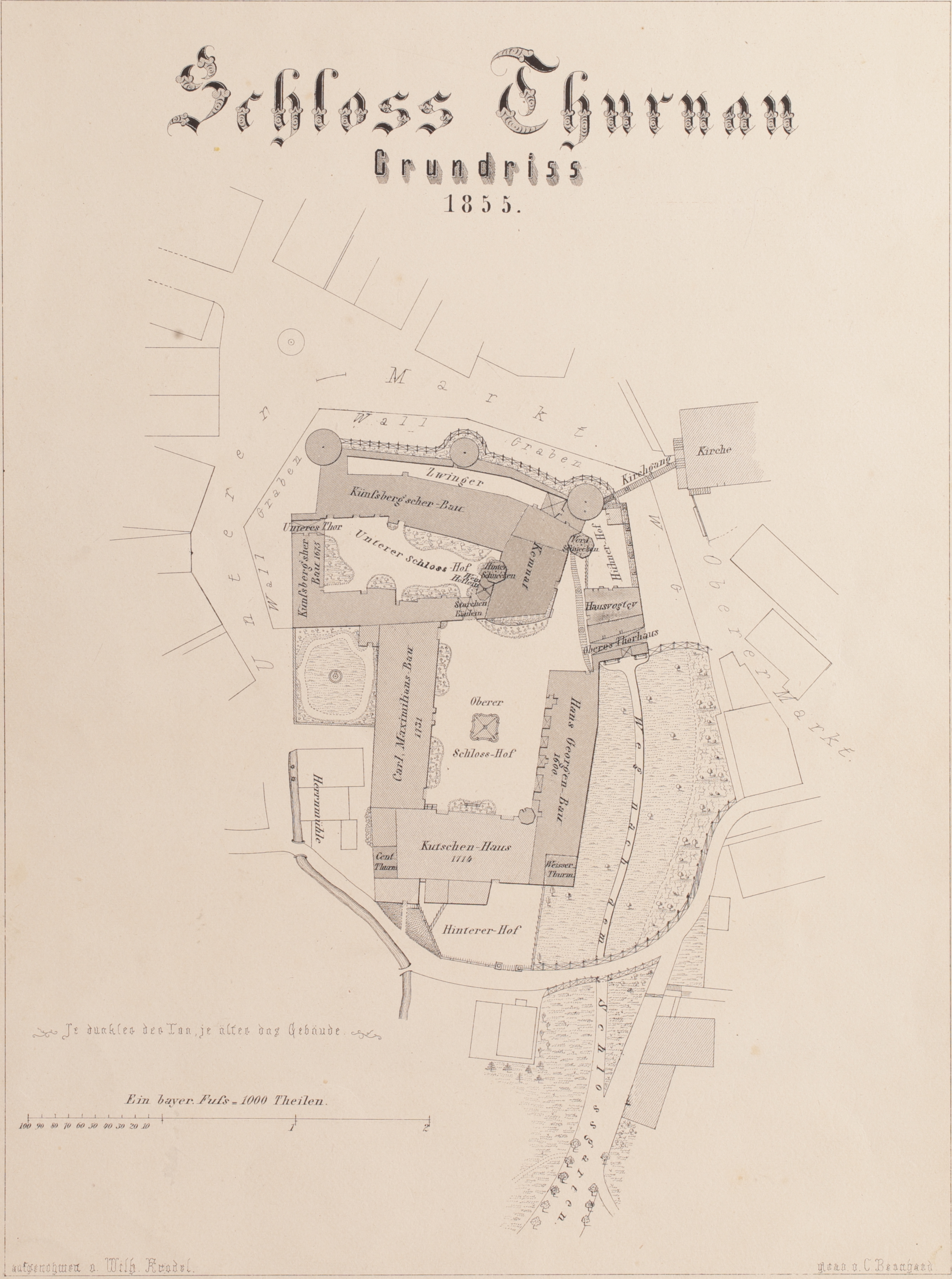
Carl August Lebschée, Grundriss des Schlosses Thurnau, 1854

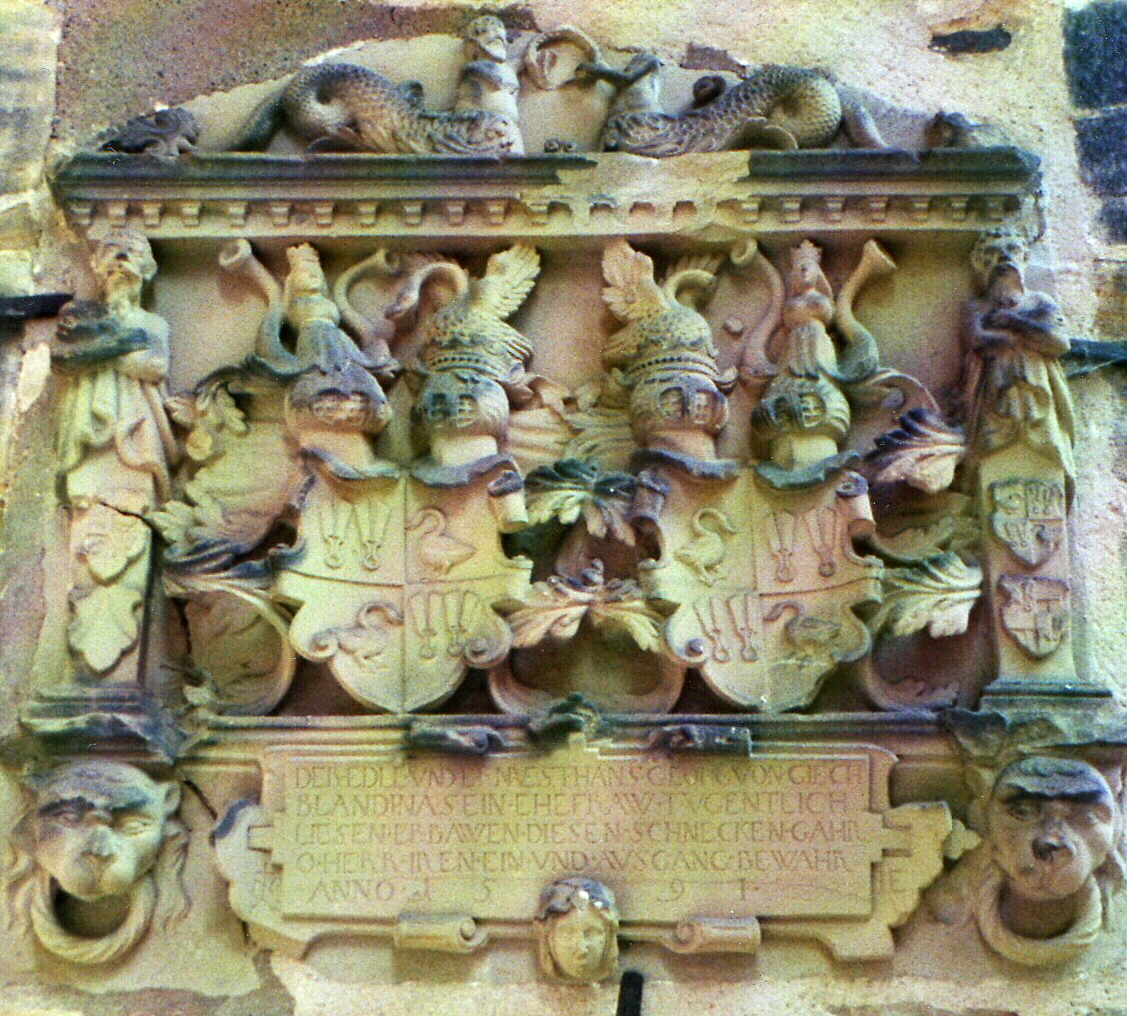
Allianzwappen Giech-Giech am Schloss Thurnau

Der älteste Teil des Schlosses ist die Kemenate, das „Hus uf dem Stein“, aus dem 13. Jahrhundert. Sie wurde durch die Ritter Förtsch von Thurnau erbaut und steht auf einem Sandsteinfelsen, der bis ins dritte Obergeschoss reicht. Die spätere Verlängerung der Kemenate ist an der Fassade ablesbar. Zwischen 1430 und 1477 wurden der Archivbau und ein Wohntrakt angefügt. 1566 starben die Förtsch aus und die Burg ging an die Adelsgeschlechter Giech und Künsberg über, welche die Anlage als Ganerbenburg teilten. Beide Familien errichteten sich neue Gebäudetrakte, mit der Kemenate in der Mitte.
1581 ließ Hans Georg von Giech durch Hans Schlachter einen Gebetserker an die Kemenate anbauen und von 1600 bis 1606 errichtete er den Hans-Georgen-Bau in Renaissanceformen. Zahlreich waren die Veränderungen nach Erlangung der Grafenwürde im Jahr 1695: Karl Gottfried I. von Giech ließ im oberen Geschoss des Hans-Georgen-Baus einen repräsentativen stuckierten Saal einrichten und erbaute von 1701 bis 1706 die neue Kirche mit der prachtvollen Herrschaftsempore. Zwischen 1729 und 1731 wurde im Oberen Hof der barocke Carl-Maximilian-Bau hinzugefügt. In dessen Innerem befindet sich der so genannte Schönburgsche Saal mit Landschaftstapeten vom Ende des 18. Jahrhunderts, den Christian Carl Ernst Heinrich von Giech für seine aus Sachsen stammende Frau Caroline von Schönburg-Wechselburg einrichten ließ.
Die Anlage gliedert sich um den Oberen und den Unteren Schlosshof, die über einen Tordurchgang im Storchenbäulein verbunden sind. Beide Höfe verfügen über einen separaten Zugang vom Ort aus. Die Kemenate mit Fassaden zu beiden Höfen überragt das Gesamtensemble. Auf der Südseite stehen der Centturm und der Weiße Turm. Zwei hölzerne gedeckte Übergänge verbinden den nordöstlichen Rundturm mit der Kirche und die Kemenate mit dem Hans-Georgen-Bau.
1833 brannte das Torhaus ab und wurde bis 1837 in neugotischen Formen wiederaufgebaut. Am Ende der 1830er Jahre richtete Graf Hermann Giech einen Archivsaal am Unteren Hof und den Ahnensaal im Hans-Georgen-Bau ein und um 1840 das Teehaus im Schlossgarten. Eine Besonderheit sind die reizvollen Holzgalerien, die den Torbau mit dem Nordostturm verbinden und diesen wiederum mit der Kirche; die zuvor einfachen Holzgänge wurden in den 1850er Jahren ebenfalls neugotisch verziert und mit größeren Fenstern versehen.

## Bewohner und Nutzer
Die Erbauer und ersten Bewohner waren die Ritter Förtsch. Nach deren Aussterben gingen Schloss und Herrschaft 1566 als Condominat an die Familien von Künsberg und von Giech über. Nachdem sie sich Schloss und Besitz zunächst einvernehmlich geteilt hatten, wurden das Schloss und die zur Herrschaft gehörenden Dörfer 1576 nach ersten Streitigkeiten zwischen beiden Familien aufgeteilt. Nur der Markt Thurnau verblieb in gemeinsamer Verwaltung.
In den folgenden 150 Jahren war das Verhältnis zwischen beiden Bewohnerfamilien und ihrer Dienerschaft oft angespannt. 1688 eskalierten die Streitigkeiten und es kam zu einer Schießerei zwischen beiden Parteien, nach der ein künsbergischer Diener seiner Verwundung erlag. Christian Carl I. von Giech verließ daraufhin zum Schutz vor gerichtlicher Verfolgung Thurnau und lebte bis zu seinem Tod in Buchau, Wiesentfels und Nürnberg. 1731 schließlich wurde der Konflikt gelöst, indem die 1695 zu Reichsgrafen erhobenen Giechs den Künsbergs ihre Hälfte des Schlosses abkauften und nun alleinige Besitzer und Bewohner des Schlosses waren. Ohne die 165-jährige gemeinsame Bewohnerschaft von 1566 bis 1731 und zugleich Konkurrenz beider Familien wäre die enorme Größe des Schlosses nicht erklärbar. Beim Auszug wurde bestimmt, dass die Giechs sämtliche am und im Bau vorhandenen Künsberg’schen Wappen zu erhalten hätten.
1919 zog der letzte Graf, Friedrich Karl von Giech, aus dem Schloss aus und übersiedelte auf die Burg Wiesentfels. Er starb 1938 ohne Kinder. Danach kam das Schloss durch Erbfolge an seine Neffen, die Freiherrn Karl Gottfried und Siegfried Hiller von Gaertringen aus Reppersdorf/Niederschlesien. Sie entstammten einem württembergischen Briefadelsgeschlecht, dessen Wurzeln in Pöttmes bei Augsburg liegen. Seit 1634 ist es auf Schloss Gärtringen bei Stuttgart ansässig und wurde 1703 zu Freiherren Hiller von Gaertringen erhoben. Beide Erben fielen als Soldaten im Zweiten Weltkrieg. Der noch minderjährige Sohn des Ersteren, Johann Christian Hiller von Gaertringen, war Erbe des Schlosses. 1945 diente es zahlreichen Flüchtlingsfamilien als Unterkunft, viele davon aus der schlesischen Heimat der Erben.
Über 80 Menschen lebten zu jener Zeit im Schloss. Zu diesen nach Thurnau geflüchteten Bewohnern in der unmittelbaren Nachkriegszeit gehörten der Berliner Altphilologe Friedrich Hiller von Gaertringen, der aus Potsdam geflohene Pianist Wilhelm Kempff, der Violinist Gerhard Taschner und Angehörige der schlesischen Adelsfamilien Grafen von Haslingen genannt von Schickfus, Gersdorff, Nostitz, Schwerin und Sprenger. Bis zum Beginn der 1950er Jahre leerte sich das Schloss wieder von Flüchtlingen. In der Folge führte die Eigentümerfamilie zahlreiche Sanierungsmaßnahmen durch. 1969 verkaufte Johann Christian Hiller von Gaertringen die Burg Wiesentfels und das Schloss Buchau. 1975 zog die Familie aus dem Schloss Thurnau aus und überführte es in die Gräflich Giech’sche Spitalstiftung. Am 15. Juli 1991 gründeten Politiker, Unternehmer und Institutionen das Wissenschaftszentrum Schloß Thurnau. Vorsitzende waren der Kulmbacher Landrat und der Präsident der Universität Bayreuth. In Teilen wurde das Schloss auch der Universität Bayreuth zur Nutzung überlassen. Seit jener Zeit wird es einer umfassenden Restaurierung mit staatlicher Finanzierung unterzogen.

## Gräflich Giech’sche Familiensammlungen

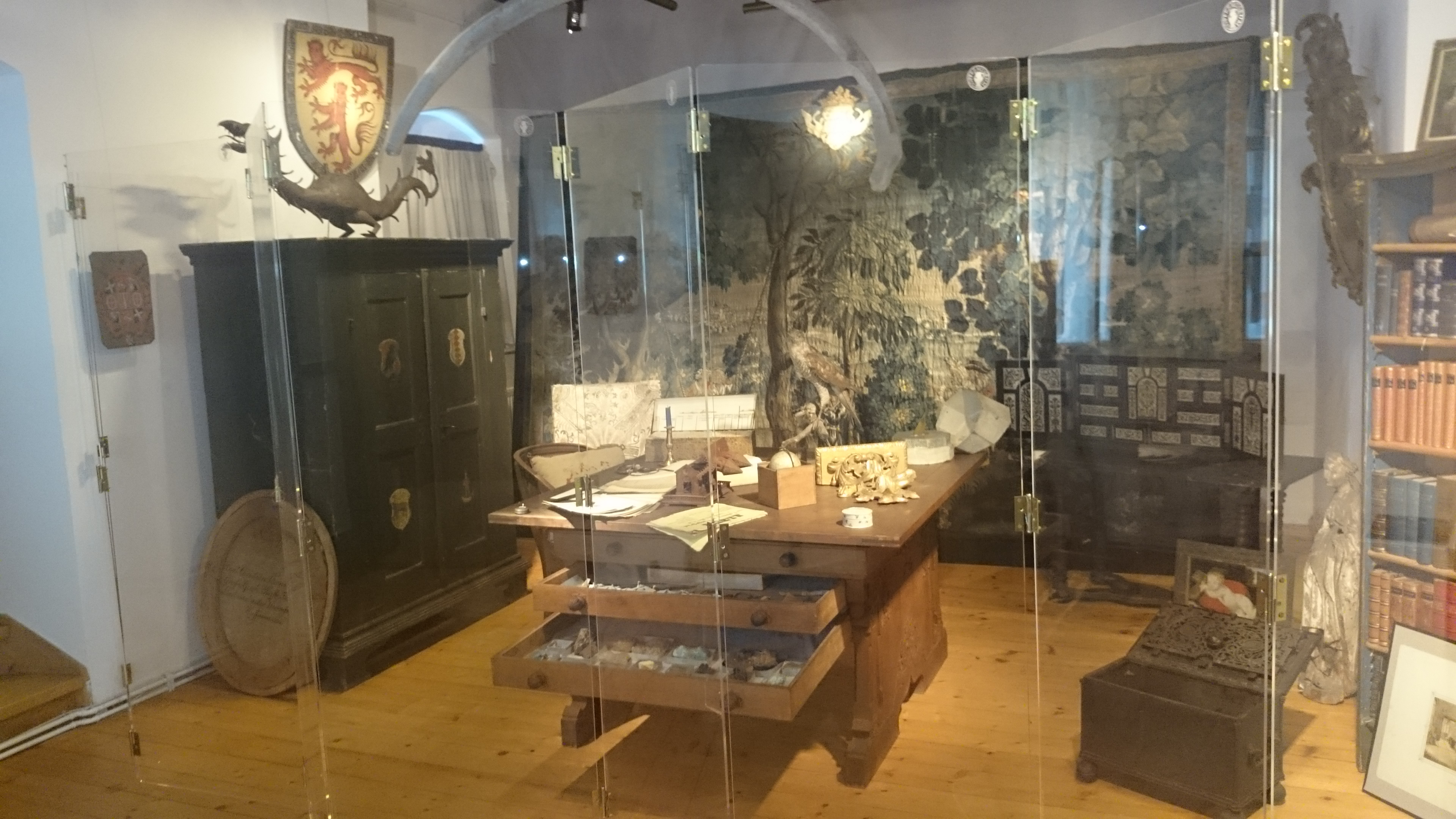
Sammlungen

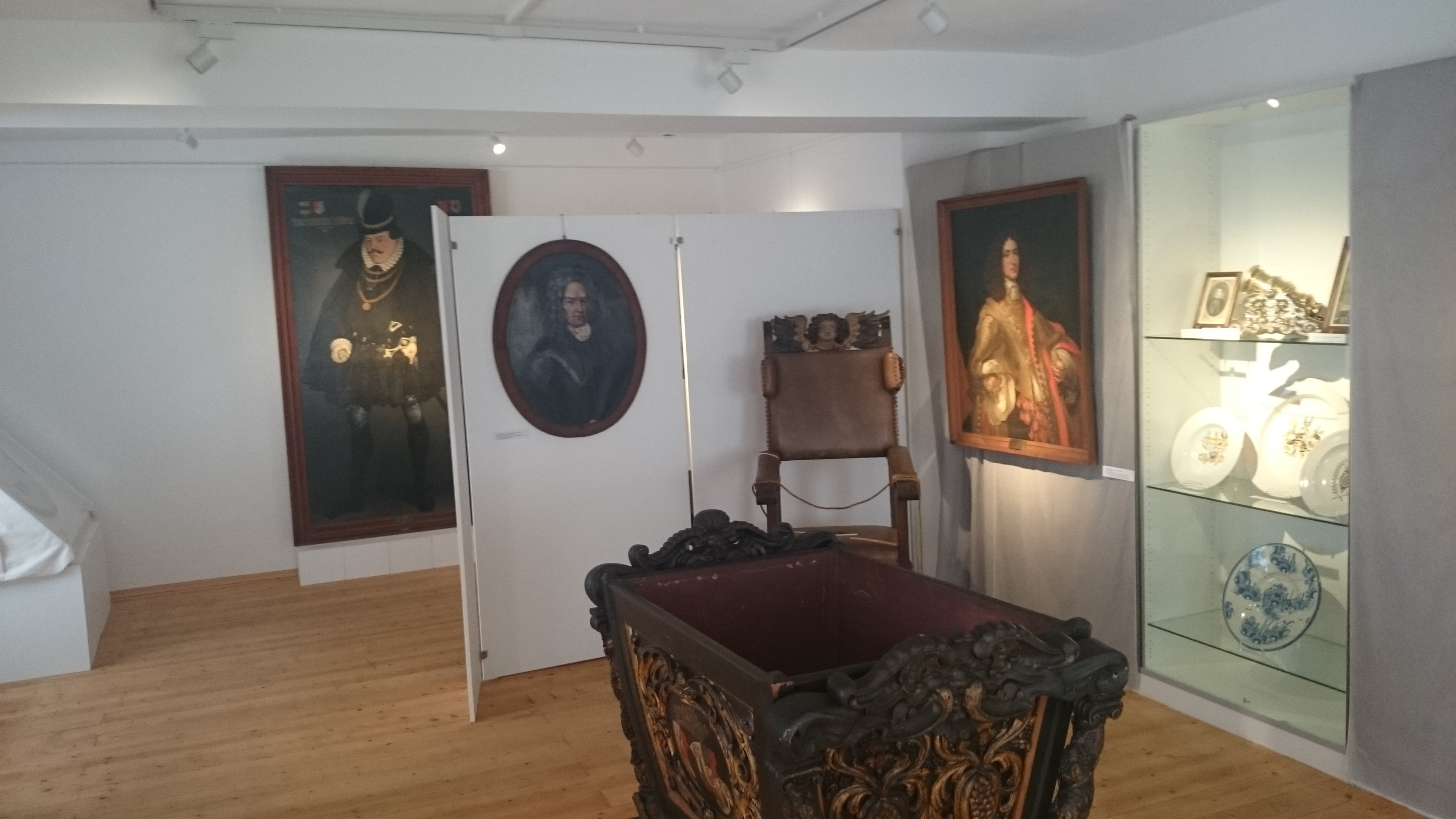

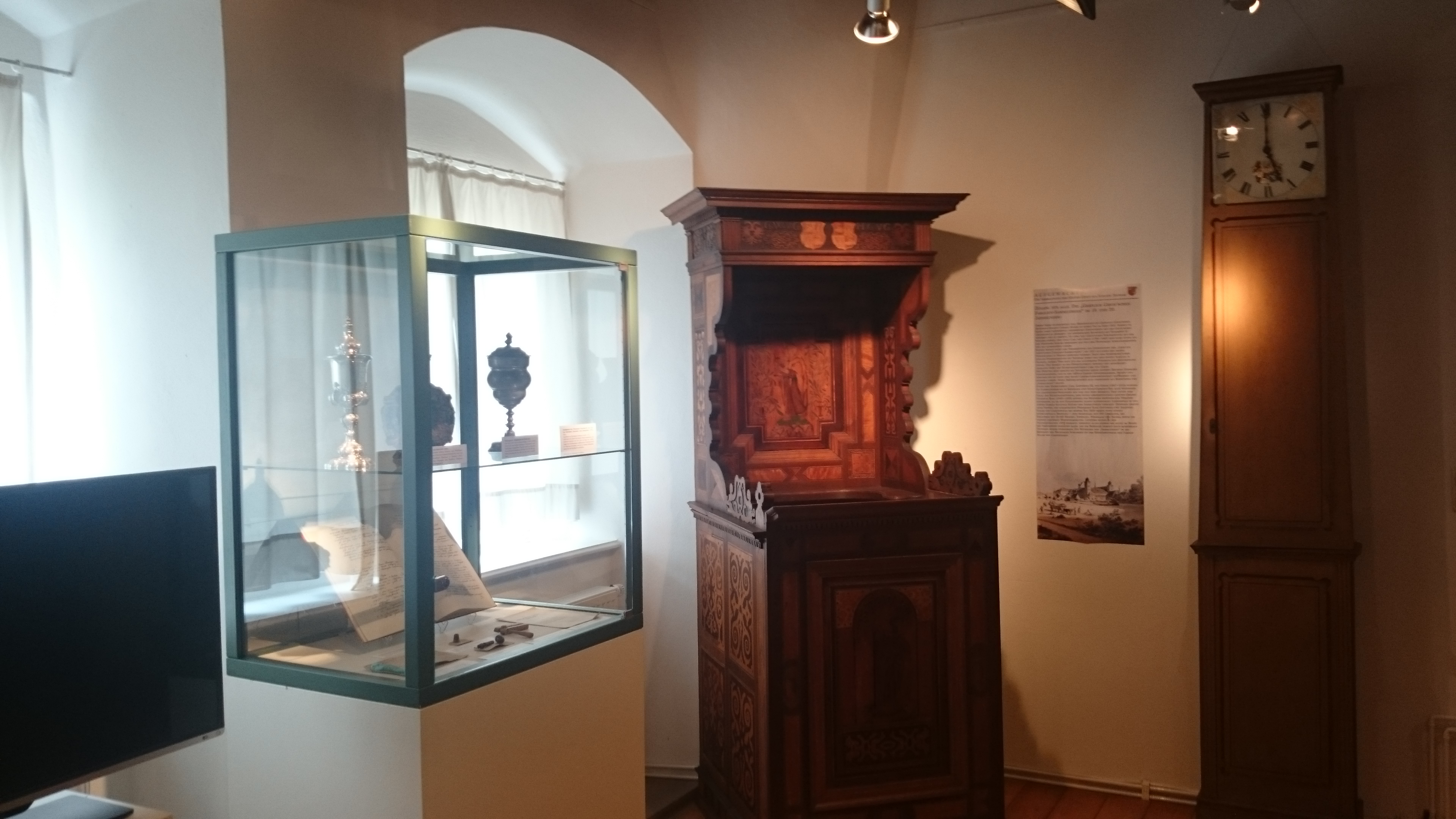

Im Jahr 1857 wurden in Kemenate und Hans-Georgen-Bau von Graf Carl von Giech die Gräflich Giech’schen Familiensammlungen als öffentliches Privatmuseum eingerichtet, eines der ältesten Schlossmuseen in Bayern. Zum Museum gehörten das „Rote Zimmer“ mit dem Gebetserker, die Gewehrkammer und die Waffensammlung in der „Kirchstube“ (der Raum am Übergang zur Kirche), der Ahnensaal mit etwa 200 Porträts aus der Familie Giech sowie verwandter oder verschwägerter Familien und die Bibliothek mit 30.000 Bänden, die im Weißen Turm und zwei angrenzenden Räumen untergebracht war. Die Naturaliensammlung, zu der vor allem eine umfangreiche Mineraliensammlung gehörte, war im Wehrturm am Zwinger aufgestellt.
1862 wurde auf Veranlassung des Grafen Carl ein ausführlicher Führer durch das Museum verfasst und zum Druck vorbereitet, dessen Erscheinen jedoch aufgrund des überraschenden Todes des Grafen im folgenden Jahr unterblieb. Das Manuskript ist in zwei Exemplaren überliefert. Bis zum Jahr 1938 trugen sich über 6000 Besucher in die Besucherbücher des Museums ein, das aufgrund des Todes des letzten Grafen Friedrich Karl und später aufgrund der Belegung des Schlosses mit Flüchtlingen um 1945 geschlossen blieb.
Die Erben der Sammlungen, die Familie Hiller von Gaertringen, bemühen sich seit 2009 aktiv um eine Rückführung der seit den 1970er Jahren eingelagerten Sammlungen in das Schloss Thurnau. Als Ausstellungsort ist die Kemenate vorgesehen. Vom Ursprungsbestand der Sammlungen fehlen einige vom letzten Grafen Giech in den 1920er Jahren verkaufte Prunkstücke und die Waffensammlung, die in den 1970er Jahren versteigert wurde. Trotz dieser Verluste handelt es sich bei den Giech’schen Sammlungen um einen kultur- und lokalgeschichtlich äußerst bedeutsamen und vielfältigen Bestand mit mehreren tausend Objekten. Im Frühjahr 2016 fand im Töpfermuseum Thurnau eine Ausstellung unter dem Titel Aufgewacht! Die Sammlungen der Grafen Giech aus Schloss Thurnau statt, die etwa 2000 Besucher hatte.

## Heutige Nutzung des Schlosses
Der Hans-Georgen-Bau wird gegenwärtig vom Forschungsinstitut für Musiktheater der Universität Bayreuth und vom Institut für Fränkische Landesgeschichte der Universitäten Bayreuth und Bamberg genutzt. Im Carl-Maximilian-Bau ist ein Hotel untergebracht. Im ehemaligen Kutschenhaus und im Marstall finden Veranstaltungen statt. Der Rest des Schlosses, darunter auch die Kemenate, steht leer. Der Gebetserker wurde 2015–17 aufwändig saniert.
2016 war Schloss Thurnau mit seinem Zwinger einer der Drehorte für den Film Katharina Luther.

## Schlossgarten
Der Schlossgarten befand sich südlich des Schlosses, oberhalb des Herrnmühlenbachs. Im Frühjahr 1706 veranlasste Graf Karl Gottfried I. von Giech dort im sogenannten Steingarten die Pflanzung einer Lindenallee für das damals populäre Baille-Maille-Spiel. 1758 wurde eine Orangerie im östlich oberhalb gelegenen Koppengarten hinzugefügt. Unweit dieses Bauwerks mit großer Glasfassade befand sich die sogenannte Botanische Ecke mit Baumraritäten wie Elefantenrohrbaum, Lebensbaum und Geweihbaum. Die Orangerie wurde 1948 abgerissen. Im Juli 1968 fiel auch die damals über 250 Jahre alte Lindenallee mit damals noch 62 alten Lindenbäumen fast vollständig einem orkanartigen Sturm zum Opfer. Heutzutage ist der ehemalige Schlossgarten verwildert. Auch das Teehaus der Grafen Giech aus der Mitte des 19. Jahrhunderts verfällt. Steinbänke und Rokokoskulpturen aus dem Thurnauer Schlossgarten befinden sich im Garten des Schlosses Weiher bei Hollfeld.

## Bilder

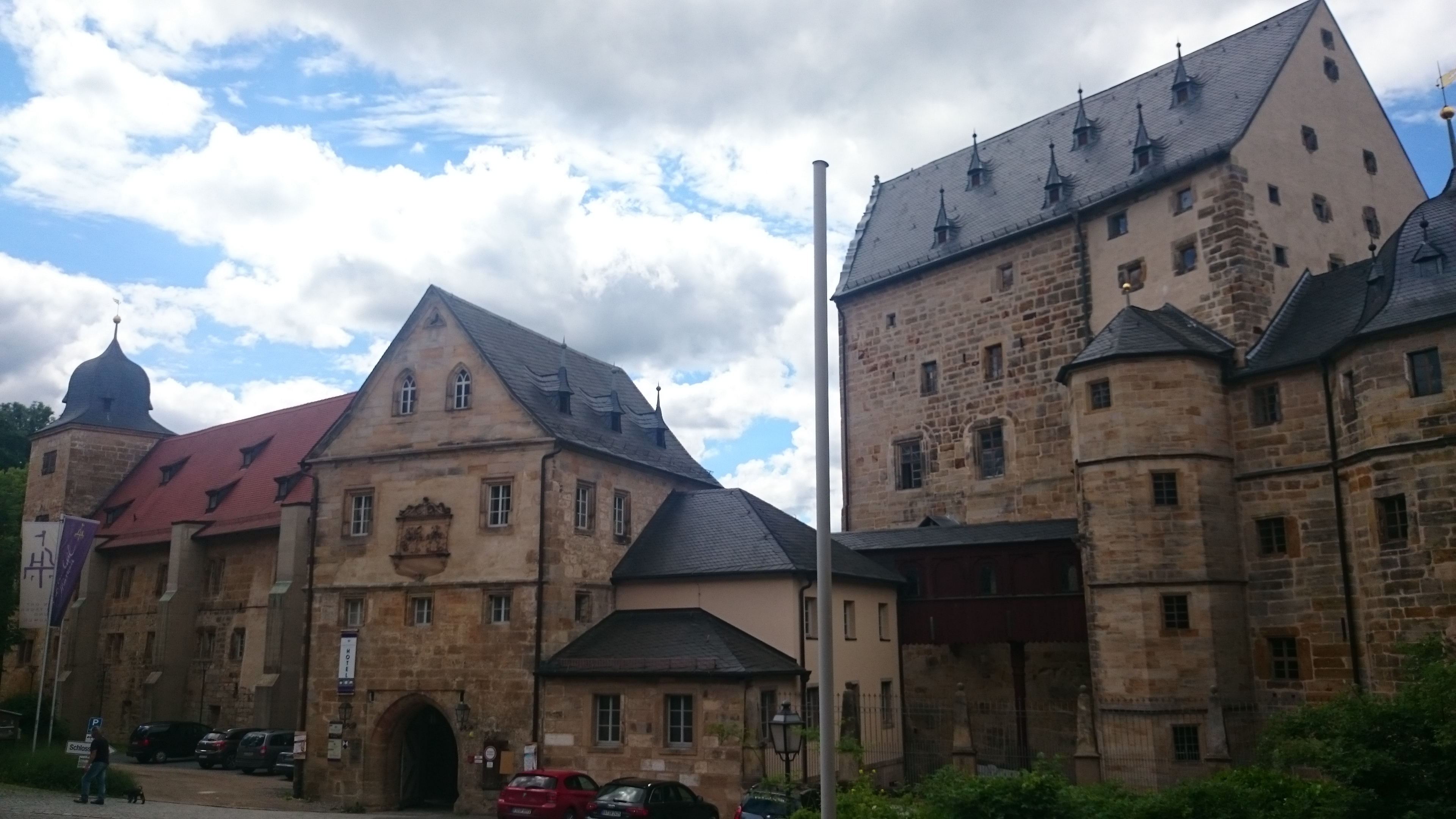
Torhaus und Kemenate
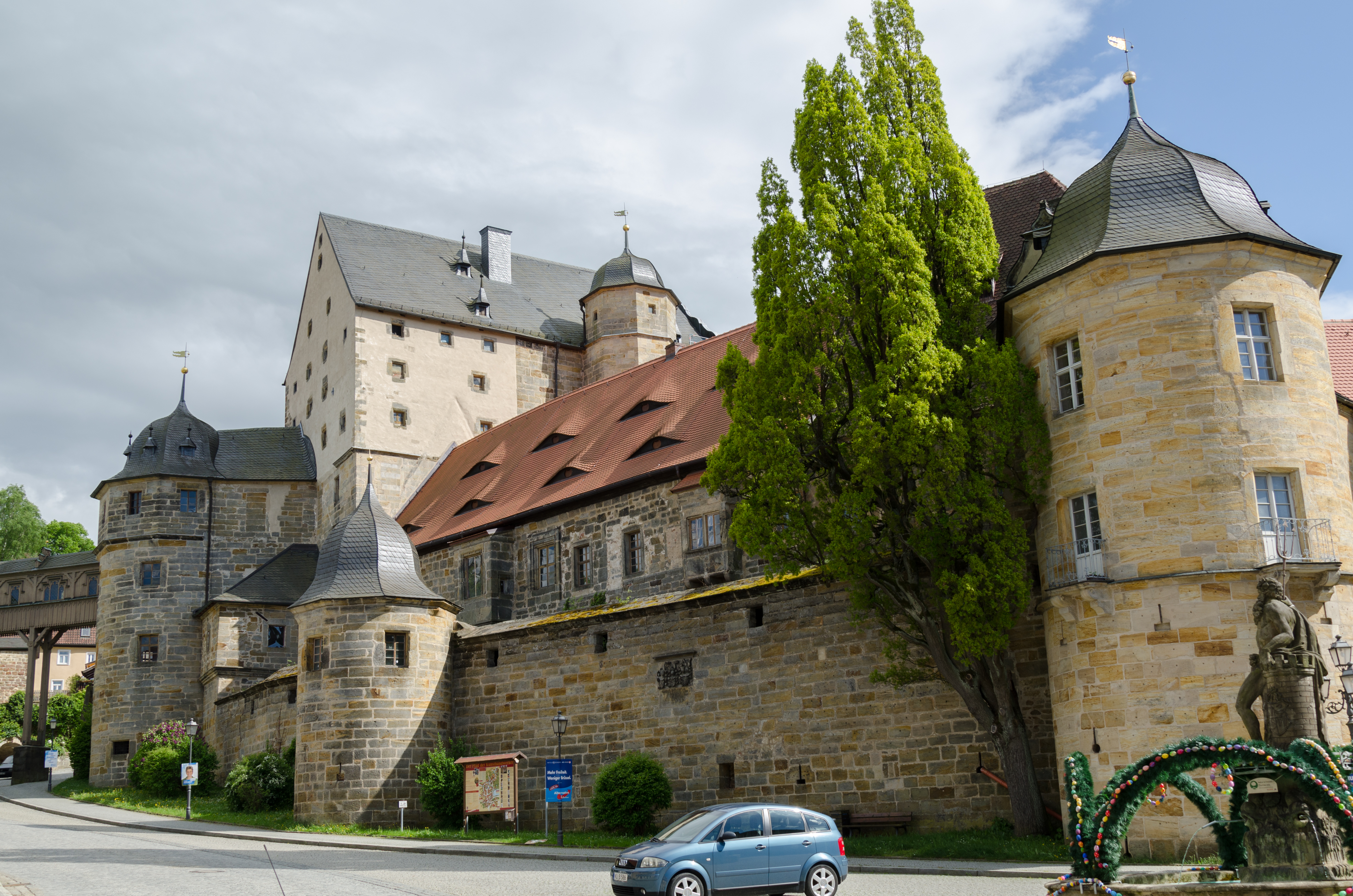
Unteres Schloss
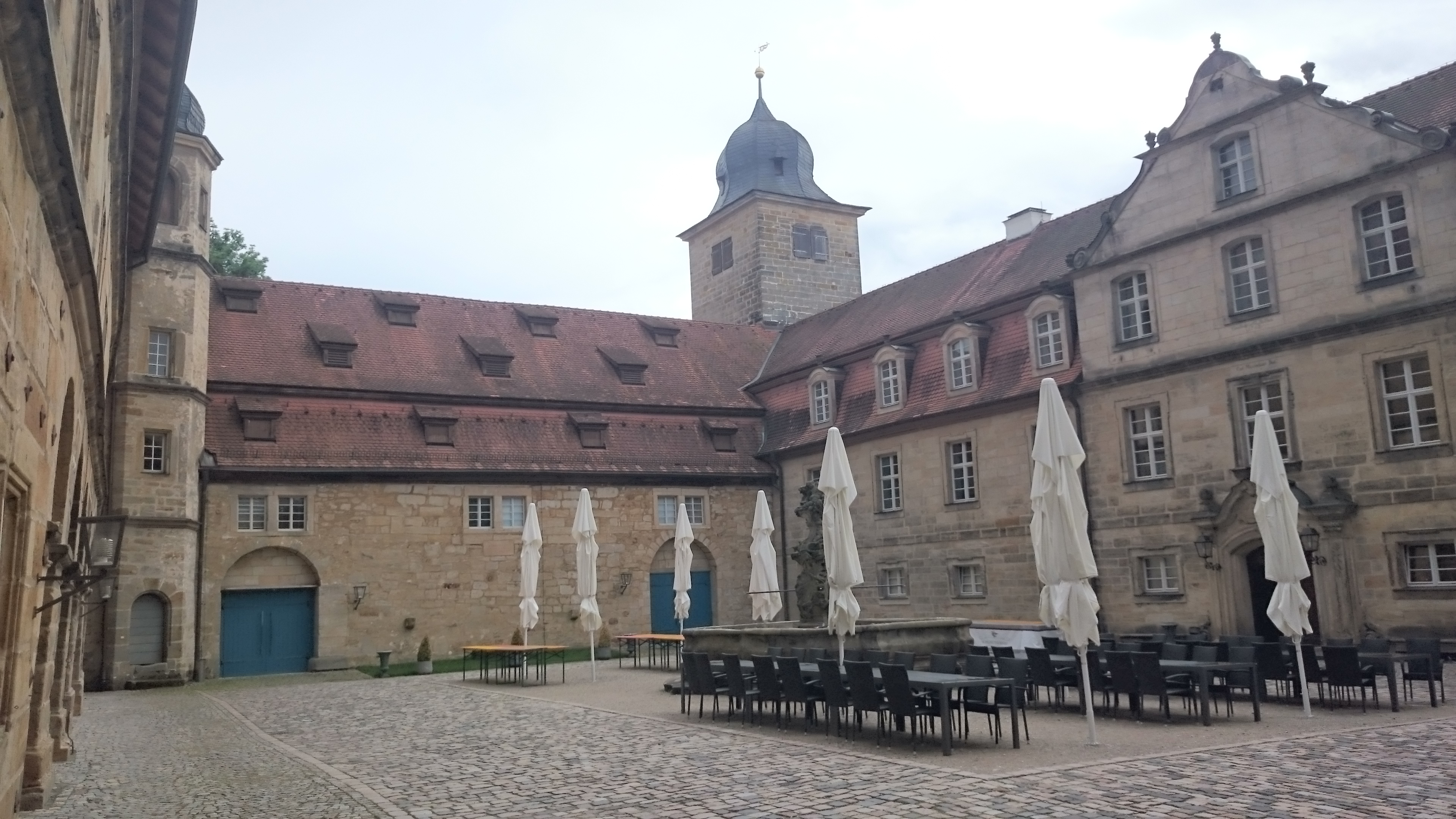
Schlosshof
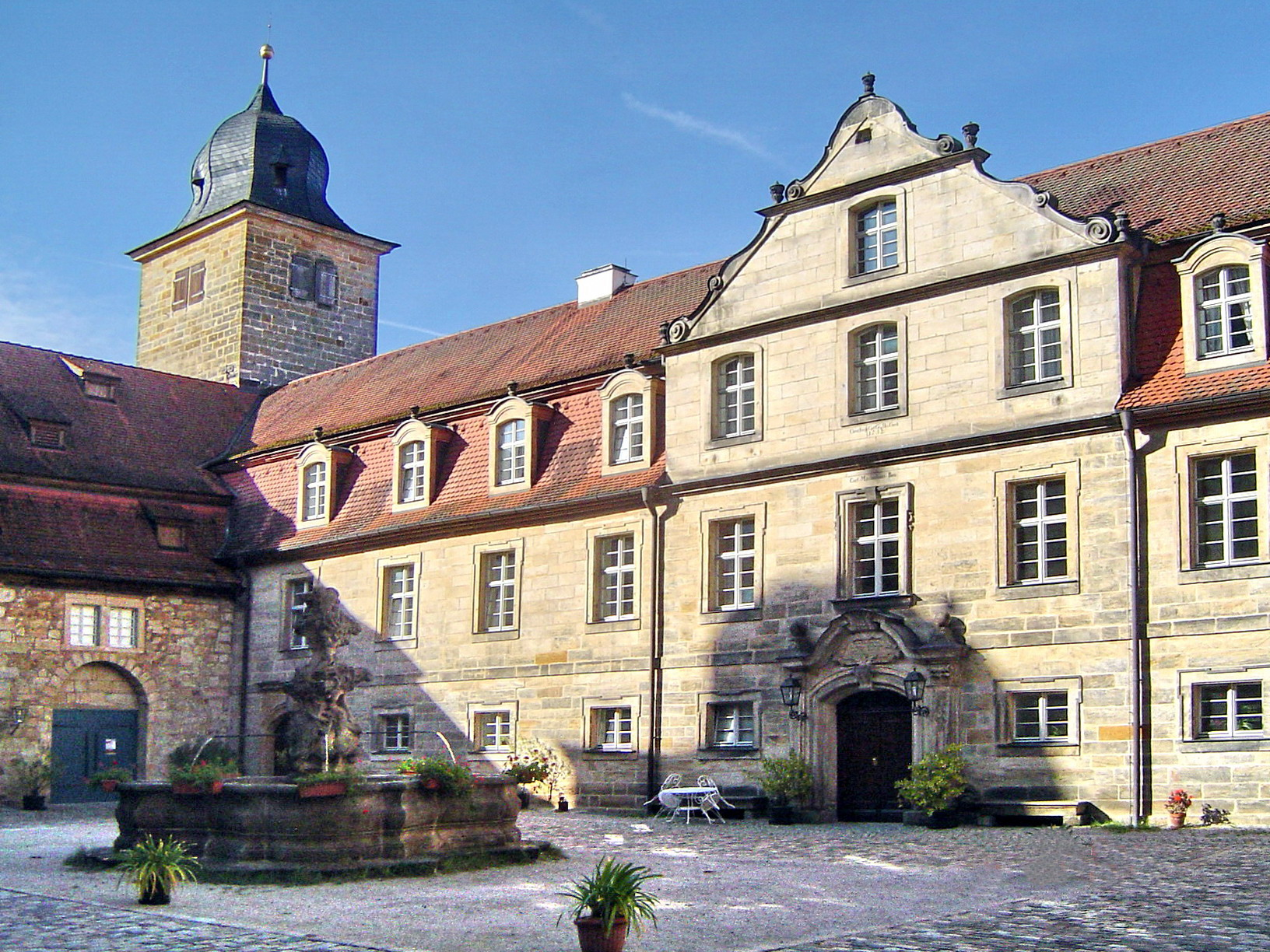
Brunnen im Hof
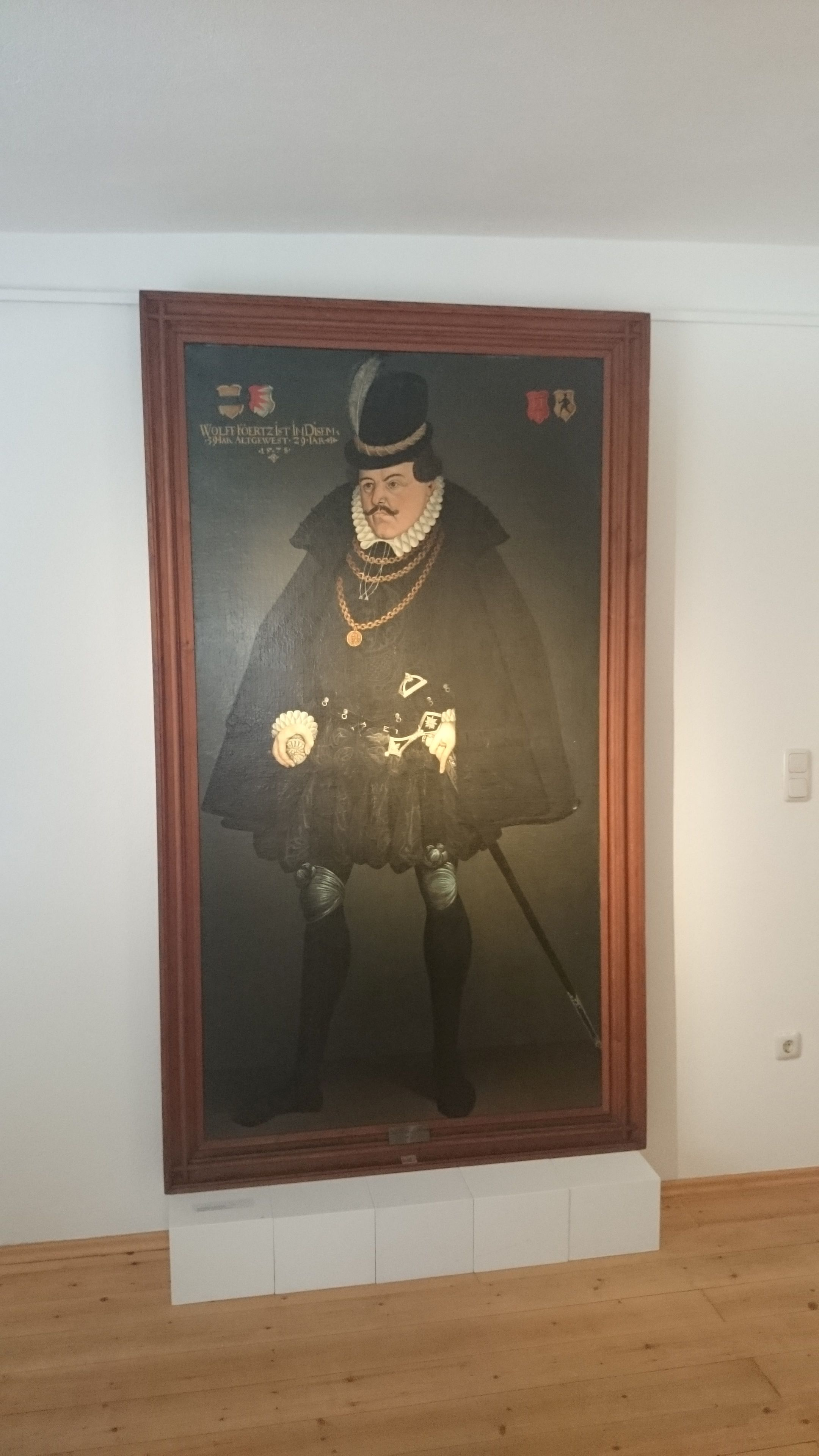
Porträt des Wolf Förtsch von Thurnau